# Terranova (azienda)
Terranova è un'azienda di abbigliamento italiana, fondata nel 1988 a Rimini e facente parte del gruppo Teddy.

## Storia
Nata nel 1988 a Rimini, Terranova si sviluppa come negozio di abbigliamento giovane, moderno e accessibile, con l'idea di proporre un prodotto ad un prezzo competitivo. L'azienda ha iniziato a crescere puntando sul franchising in conto vendita anziché sulla gestione diretta dei negozi. Negli anni '90 avviene l'espansione in Jugoslavia, Spagna, e altri paesi dell’Europa dell’Est. Nel 2005, Terranova celebra l'apertura del 400° negozio a livello mondiale, inaugurando un nuovo punto vendita in Arabia Saudita. Inoltre viene introdotta la linea Terranova Kids, che arricchisce l'offerta del marchio. Nel 2013 l'azienda entra in quattro nuovi importanti mercati: Danimarca, Francia, Malesia e Marocco.

## Distribuzione
Terranova è presente in 39 mercati, con un totale di 542 negozi diretti e in affiliazione:
- Arabia Saudita
- Armenia
- Austria
- Azerbaigian
- Bosnia ed Erzegovina
- Bulgaria
- Cipro
- Croazia
- Egitto
- Estonia
- Filippine
- Francia
- Georgia
- Giordania
- Grecia
- Iraq
- Italia
- Kazakistan
- Kirghizistan
- Kosovo
- Lettonia
- Libano
- Macedonia del Nord
- Malesia
- Malta
- Marocco
- Moldavia
- Mongolia
- Montenegro
- Polonia
- Repubblica Ceca
- Romania
- Russia
- Serbia
- Slovacchia
- Slovenia
- Spagna
- Tunisia
- Ucraina